# اونیل (نبراسکا)
اونیل(به انگلیسی: O'Neill) شهری در ایالت نبراسکا کشور ایالات متحده آمریکا است که جمعیت آن در سرشماری سال ۲۰۱۰ میلادی، ۳٬۷۰۵ نفر بوده‌است.